# Grand Prix automobile d'Autriche 1972
Résultats du Grand Prix automobile d'Autriche de Formule 1 1972 qui a eu lieu sur l'Österreichring le 13 août 1972.

## Classement
| Pos  | N° | Pilote               | Écurie         | Tours | Temps/Abandon     | Grille | Points |
| ---- | -- | -------------------- | -------------- | ----- | ----------------- | ------ | ------ |
| 1    | 31 | Emerson Fittipaldi   | Lotus-Ford     | 54    | 1 h 29 min 17 s 3 | 1      | 9      |
| 2    | 12 | Denny Hulme          | McLaren-Ford   | 54    | +1 s 18           | 7      | 6      |
| 3    | 14 | Peter Revson         | McLaren-Ford   | 54    | +36 s 53          | 4      | 4      |
| 4    | 25 | Mike Hailwood        | Surtees-Ford   | 54    | +44 s 76          | 12     | 3      |
| 5    | 10 | Chris Amon           | Matra          | 54    | +45 s 64          | 6      | 2      |
| 6    | 9  | Howden Ganley        | BRM            | 54    | + 1 min 01 s 19   | 10     | 1      |
| 7    | 1  | Jackie Stewart       | Tyrrell-Ford   | 54    | + 1 min 09 s 09   | 3      |        |
| 8    | 7  | Jean-Pierre Beltoise | BRM            | 54    | + 1 min 21 s 45   | 21     |        |
| 9    | 2  | François Cevert      | Tyrrell-Ford   | 53    | + 1 tour          | 20     |        |
| 10   | 4  | Niki Lauda           | March-Ford     | 53    | +1 tour           | 22     |        |
| 11   | 24 | Tim Schenken         | Surtees-Ford   | 52    | +2 tours          | 8      |        |
| 12   | 5  | Ronnie Peterson      | March-Ford     | 52    | +2 tours          | 11     |        |
| 13   | 6  | Peter Gethin         | BRM            | 51    | +3 tours          | 16     |        |
| 14   | 11 | Andrea de Adamich    | Surtees-Ford   | 51    | +3 tours          | 13     |        |
| Abd. | 27 | Rolf Stommelen       | Eifelland-Ford | 48    | Moteur            | 17     |        |
| Nc.  | 23 | Carlos Pace          | March-Ford     | 46    | Non classé        | 18     |        |
| Abd. | 15 | Nanni Galli          | Tecno          | 45    | Fuite d'huile     | 23     |        |
| Abd. | 16 | Graham Hill          | Brabham-Ford   | 36    | Injection         | 14     |        |
| Abd. | 28 | Wilson Fittipaldi    | Brabham-Ford   | 31    | Freins            | 15     |        |
| Abd. | 3  | Mike Beuttler        | March-Ford     | 24    | Alimentation      | 24     |        |
| Abd. | 29 | François Migault     | Connew-Ford    | 22    | Suspension        | 25     |        |
| Abd. | 18 | Jacky Ickx           | Ferrari        | 20    | Alimentation      | 9      |        |
| Abd. | 17 | Carlos Reutemann     | Brabham-Ford   | 14    | Injection         | 5      |        |
| Abd. | 19 | Clay Regazzoni       | Ferrari        | 13    | Alimentation      | 2      |        |
| Abd. | 21 | David Walker         | Lotus-Ford     | 6     | Moteur            | 19     |        |

Légende :
- Abd.=Abandon

## Pole position et record du tour
- Pole position : Emerson Fittipaldi en 1 min 35 s 97 (vitesse moyenne : 221,732 km/h).
- Tour le plus rapide : Denny Hulme en 1 min 38 s 32 au 47e tour (vitesse moyenne : 216,432 km/h).

## Tours en tête
- Jackie Stewart : 23 (1-23)
- Emerson Fittipaldi : 31 (24-54)

## À noter
- 5e victoire pour Emerson Fittipaldi.
- 46e victoire pour Lotus en tant que constructeur.
- 48e victoire pour Ford Cosworth en tant que motoriste.
- 8e et dernier Grand Prix pour l'écurie Eifelland Racing.
- Unique départ en Grand Prix de l'écurie Connew Racing Team.